# ادین اشکوریچ
ادین اشکوریچ (به صربی: Edin Škorić) متولد ۱ دسامبر ۱۹۷۵ بازیکن والیبال اهل صربستان، عضو سابق تیم ملی والیبال یوگسلاوی است.